# Filemón Cruz Lima
Filemón Cruz (24 de juny de 1964) és un jugador d'escacs peruà que té el títol de Mestre Internacional des del 2010. És el pare de Cristhian Cruz Sánchez i Jonathan Esteban Cruz Sánchez. Juga amb l'Associació d'Escacs Rubinenca.
A la llista d'Elo de la FIDE del març de 2022, hi tenia un Elo de 2310 punts, cosa que en feia el jugador número 14 (en actiu) del Perú. El seu màxim Elo va ser de 2.456 punts, a la llista de juliol de 2010.

## Resultats destacats en competició
El juliol de 2007 fou campió de l'Obert de Torredembarra amb 7 punts de 9, els mateixos punts que Arturo Vidarte Morales però amb millor desempat.
El 2010 fou campió del Perú. El 2011 fou tercer en l'Obert de Santa Coloma de Queralt (el campió fou Xavier Vila Gázquez).
El maig de 2016 fou subcampió de l'Obert Vila de Canovelles amb 7½ punts de 9, els mateixos punts que el seu fill Jonathan Esteban però amb pitjor desempat. El setembre de 2016 fou segon a l'Actius de l'Escola Escacs Osona amb 6½ punts, a un punt del campió Karen Movsziszian.